# 니사 (투르크메니스탄)

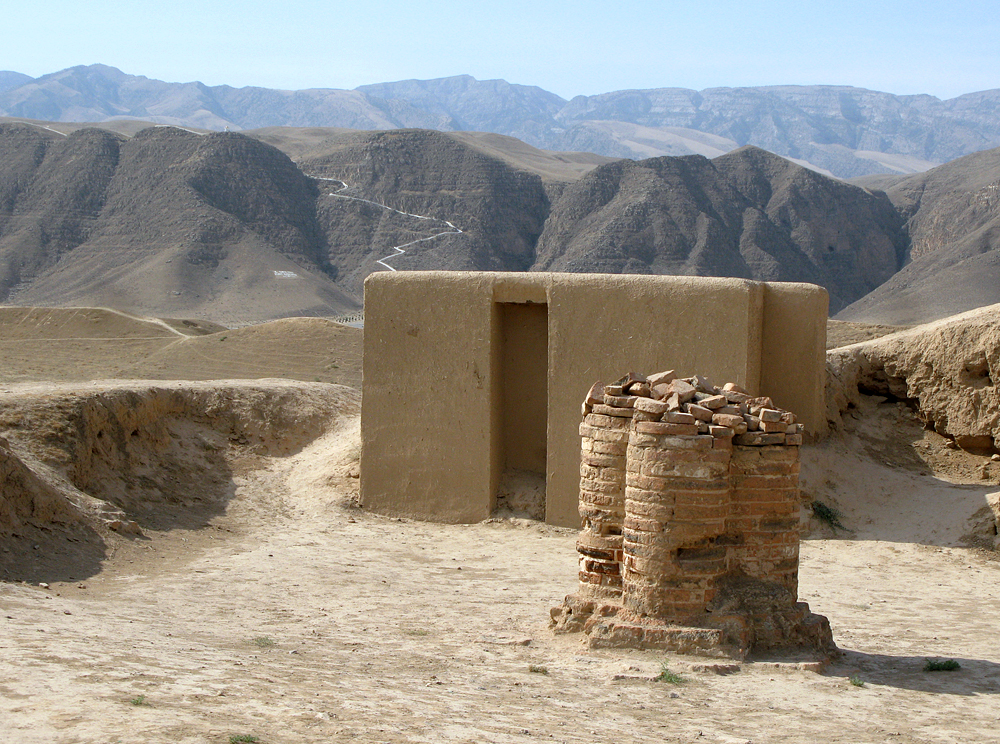
니사 유적

니사(투르크멘어: Nisa, 또는 파르타우니사)는 고대 파르티아 제국의 도시 유적으로 현재의 바기르이며 투르크메니스탄 아시가바트 남서쪽 18km에 위치한다.
니사는 파르티아 제국의 첫 번째 수도였다고 한다. 그곳은 아르사케스 1세에 의해 창건되었다. 니사는 후에 미트리다테스 1세에 의해 미트라다크리트로 개명되었다. 니사는 기원전 1세기 말에 발생한 지진으로 완전히 파괴되었다. 니사의 요새는 2007년 세계문화유산으로 지정되었다.

## 같이 보기
- 투르크메니스탄의 역사